# Helle Aggernæs
Karin Helle Aggernæs (født 23. september 1950 i Sundsvall) er en dansk speciallæge i psykiatri, der har været medlem af Retslægerådet, bestyrelsesmedlem i Overlægeforeningen og gennem mere end 20 år overlæge, ledende overlæge eller klinikchef ved psykiatriske afdelinger i Københavnsområdet.

## Publikationer
- "Aggernaes KH" i PubMed